# Napęd elektryczny
Napęd elektryczny – zespół połączonych ze sobą i oddziałujących na siebie wzajemnie elementów przetwarzających energię elektromechaniczną w procesie technologicznym.
Elementy napędu elektrycznego:

Uproszczony schemat elektrycznego układu napędowego

- układ zasilający – przekształca energię elektryczną pobieraną z sieci albo generuje ją i dostarcza ją do silnika – np. prostownik sterowany,
- silnik elektryczny (lub kilka silników) – przekształca doprowadzoną energię elektryczną na energię mechaniczną,
- urządzenie pędne – przekazuje energię mechaniczną wytworzoną przez silnik do maszyny roboczej, może także zmieniać parametry przekazywanej energii mechanicznej, tj. moment prędkości kątowej – np. sprzęgło, przekładnia zębata, przekładnia pasowa,
- urządzenia sterowania i automatyki – stosowane gdy napęd ma być sterowany automatycznie

Napęd elektryczny zasila z reguły maszynę roboczą, która jest odbiornikiem energii mechanicznej wytwarzanej przez napęd.